# Saturn Awards 1973
La 1ª edizione dei Saturn Awards si è svolta il 18 maggio 1973, per premiare le migliori produzioni cinematografiche del 1972.

## Candidati e vincitori
I vincitori sono indicati in grassetto.

### Film

#### Miglior film di fantascienza
- Mattatoio 5 (Slaughterhouse-Five), regia di George Roy Hill[1]

#### Miglior film horror
- Blacula, regia di William Crain[2]